# Un maledetto soldato
Un maledetto soldato è un film del 1988 diretto da Ted Kaplan (alias Ferdinando Baldi).

## Trama
Un commando guidato dal mercenario Ernst, un veterano del Vietnam, assalta una raffineria d'oro per rubare un carico di pepite appartenenti ad un vecchio compagno di Ernst.